# Luxembourgs flag
Luxembourgs flag består af tre horisontale striber i rød hvid og blå, og kan have sideforholdet 1:2 eller 3:5. Flaget blev først brugt mellem 1845 og 1848, og har været i brug som landets flag siden Luxembourg opnåede fuld uafhængighed i 1890. Det blev dog først officielt vedtaget ved lov 23. juni 1972. Flaget har de samme farver som Hollands flag, og for at skille de to fra hinanden har Luxembourg valgt en lysere blå farve til sit flag.
Farverne symboliserer blod (rød), renhed (hvid) og horisonter (blå).
Som koffardiflag fører Luxembourg et flag baseret på rigsvåbnet: En rød løve på stribet hvid og blå flagdug. I 2006 startedes en kampagne for at gøre løveflaget til Luxembourgs nationalflag i stedet for tricoloren. Regeringen erklærede 6. juli 2007, at den ikke støtter initiativet og at nationalflaget ikke vil blive ændret.